# Ina Zhupa
Ina Zhupa (ur. 20 czerwca 1987 w Tiranie) – albańska politolog i publicystka, deputowana do Zgromadzenia Albanii z ramienia Demokratycznej Partii Albanii.

## Życiorys
Była rzeczniczką Demokratycznej Partii Albanii. Z jej ramienia uzyskała mandat deputowanej do Zgromadzenia Albanii w 2021 roku.

## Publikacje
- Religious Values in Post-Communist Albanian Society[5]
- Në Shqipëri ku e drejta është privilegj (2015)[6]
- Basha përballë Ramës, portrete të paautorizuar (2016)[7]
- Diplomacia pa busull (2016)[8]
- Kriza e përfaqësimit dhe dekriminalizimi (2016)[9]
- Përplasja e dy modeleve rinore[10]
- Rama kundër BE (2016)[11]
- Make Albania Free (2017)[12]